# Mistrzostwa Polski w Biegach Narciarskich 2013
Mistrzostwa Polski w Biegach Narciarskich 2013 – zawody w biegach narciarskich, które rozegrane zostały w dniach 21 marca – 25 marca 2013 roku na Kubalonka.
Organizatorami mistrzostw byli Polski Związek Narciarski (PZN) i Śląsko-Beskidzki Związek Narciarski. Zawody rozegrane były na trasach biegowych COS Wisła. Funkcję delegata technicznego z ramienia PZN pełnił Wojciech Gawor, kierownikiem zawodów był Mirosław Gazurek, a sędzią głównym był Jacek Suszka.
Prawo startu w mistrzostwach Polski seniorów w konkurencjach biegowych mają zawodnicy posiadający aktualną II klasę sportową, jak również posiadający licencje zawodnicze, badania lekarskie i ubezpieczenie. Zawody zostaną przeprowadzone zgodnie z przepisami NRS oraz Wytycznymi Sportowymi PZN na sezon 2012/2013.
W mistrzostwach Polski nie wystartowała Justyna Kowalczyk, która w tym czasie rywalizowała w Pucharze Świata w biegach narciarskich 2012/2013 w szwedzkim Falun.
Medale mistrzostw Polski zostały rozdane także w trakcie Biegu Piastów. Zawody te rozegrano 2 marca 2013 na Polanie Jakuszyckiej.

## Terminarz
| Data          | Godzina   | Konkurencja                               | Złoto                              | Srebro                                | Brąz                               | Źródło |
| ------------- | --------- | ----------------------------------------- | ---------------------------------- | ------------------------------------- | ---------------------------------- | ------ |
| 2 marca 2013  | ?         | 25 km stylem klasycznym kobiet            | Marcela Marcisz                    | Martyna Galewicz                      | Anna Staręga                       | [ 1 ]  |
| 2 marca 2013  | ?         | 50 km stylem klasycznym mężczyzn          | Paweł Klisz                        | Marcin Rzeszótko                      | Mateusz Ligocki                    | [ 1 ]  |
| 21 marca 2013 | 09:00 CET | Sprint stylem klasycznym kobiet           | Agnieszka Szymańczak               | Sylwia Jaśkowiec                      | Justyna Mordarska                  | [ 2 ]  |
| 21 marca 2013 | 09:00 CET | Sprint stylem klasycznym mężczyzn         | Maciej Staręga                     | Jan Antolec                           | Sebastian Gazurek                  | [ 3 ]  |
| 22 marca 2013 | 09:00 CET | 5 km stylem dowolnym kobiet               | Agnieszka Szymańczak               | Paulina Maciuszek                     | Sylwia Jaśkowiec                   | [ 4 ]  |
| 22 marca 2013 | 09:00 CET | 10 km stylem dowolnym mężczyzn            | Jan Antolec                        | Paweł Klisz                           | Maciej Staręga                     | [ 5 ]  |
| 24 marca 2013 | 09:00 CET | 15 km stylem klasycznym kobiet            | Sylwia Jaśkowiec                   | Paulina Maciuszek                     | Emilia Romanowicz                  | [ 6 ]  |
| 24 marca 2013 | 09:00 CET | 30 km stylem klasycznym mężczyzn          | Maciej Staręga                     | Sebastian Gazurek                     | Jan Antolec                        | [ 7 ]  |
| 25 marca 2013 | 09:00 CET | Sprint drużynowy stylem dowolnym kobiet   | Martyna Galewicz/Paulina Maciuszek | Beata Szymańczak/Agnieszka Szymańczak | Natalia Grzebisz/Justyna Mordarska | [ 8 ]  |
| 25 marca 2013 | 09:00 CET | Sprint drużynowy stylem dowolnym mężczyzn | Jan Antolec/Patryk Chudoba         | Sebastian Gazurek/Mateusz Ligocki     | Marcin Rzeszótko/Konrad Motor      | [ 9 ]  |

## Wyniki
| Pozycja | Zawodniczka          | Czas       | Strata |
| ------- | -------------------- | ---------- | ------ |
|         | Agnieszka Szymańczak | Finał      |        |
|         | Sylwia Jaśkowiec     | Finał      |        |
|         | Justyna Mordarska    | Finał      |        |
| 4.      | Natalia Grzebisz     | Finał      |        |
| 5.      | Marcela Marcisz      | 1/2 finału |        |
| 6.      | Emilia Romanowicz    | 1/2 finału |        |
| 7.      | Anna Staręga         | 1/2 finału |        |
| 8.      | Magdalena Kozielska  | 1/2 finału |        |
| 9.      | Dominika Hulawy      | 1/4 finału |        |
| 10.     | Anna Pradziad        | 1/4 finału |        |
| 11.     | Aleksandra Plich     | 1/4 finału |        |
| 12.     | Dominika Bielecka    | 1/4 finału |        |

| Pozycja | Zawodnik          | Czas      | Strata |
| ------- | ----------------- | --------- | ------ |
|         | Maciej Staręga    | Finał     |        |
|         | Jan Antolec       | Finał     |        |
|         | Sebastian Gazurek | Finał     |        |
| 4.      | Mateusz Ligocki   | Finał     |        |
| 5.      | Patryk Chudoba    | Finał     |        |
| 6.      | Dawid Bril        | Finał     |        |
| 7.      | Paweł Klisz       | 1/2 finał |        |
| 8.      | Patrycjusz Polok  | 1/2 finał |        |
| 9.      | Daniel Iwanowski  | 1/2 finał |        |
| 10.     | Marcin Rzeszótko  | 1/2 finał |        |
| 11.     | Jakub Twardowski  | 1/2 finał |        |
| 12.     | Sven Rakoszek     | 1/2 finał |        |

| Pozycja | Zawodniczka          | Czas        | Strata      |
| ------- | -------------------- | ----------- | ----------- |
|         | Agnieszka Szymańczak | 14:03,4 min | –           |
|         | Paulina Maciuszek    | 14:05,5 min | +2,1 s      |
|         | Sylwia Jaśkowiec     | 14:13,8 min | +10,4 s     |
| 4.      | Marcela Marcisz      | 14:27,2 min | +23,8 s     |
| 5.      | Martyna Galewicz     | 14:50,3 min | +46,9 s     |
| 6.      | Anna Staręga         | 14:56,8 min | +53,4 s     |
| 7.      | Marzena Maciulewicz  | 15:09,6 min | 1:06,2 min  |
| 8.      | Emilia Romanowicz    | 15:10,0 min | +1:06,6 min |
| 9.      | Justyna Mordarska    | 15:10,9 min | +1:07,5 min |
| 10.     | Magdalena Kozielska  | 15:12,8 min | +1:09,4 min |

| Pozycja | Zawodnik           | Czas        | Strata      |
| ------- | ------------------ | ----------- | ----------- |
|         | Jan Antolec        | 26:08,8 min | –           |
|         | Paweł Klisz        | 26:28,7 min | +19,9 s     |
|         | Maciej Staręga     | 26:51,2 min | +42,4 s     |
| 4.      | Mateusz Ligocki    | 27:14,0 min | +1:05,2 min |
| 5.      | Sebastian Gazurek  | 27:17,9 min | +1:09,1 min |
| 6.      | Marcin Rzeszótko   | 27:26,4 min | +1:17,6 min |
| 7.      | Dominik Bury       | 27:34,5 min | +1:25,7 min |
| 8.      | Bogusław Gracz     | 27:55,2 min | +1:46,4 min |
| 9.      | Bartłomiej Rucki   | 27:56,1 min | +1:47,3 min |
| 10.     | Krzysztof Kukuczka | 28:08,9 min | +2:00,1 min |

| Pozycja | Zawodniczka         | Czas        | Strata      |
| ------- | ------------------- | ----------- | ----------- |
|         | Sylwia Jaśkowiec    | 47:06,8 min | –           |
|         | Paulina Maciuszek   | 47:24,4 min | +17,6 s     |
|         | Emilia Romanowicz   | 48:06,0 min | +59,2 s     |
| 4.      | Magdalena Kozielska | 48:06,9 min | +1:00,1 min |
| 5.      | Anna Staręga        | 48:08,1 min | +1:01,3 min |
| 6.      | Marcela Marcisz     | 48:31,3 min | +1:24,5 min |
| 7.      | Martyna Galewicz    | 49:10,4 min | +2:03,6 min |
| 8.      | Marzena Maciulewicz | 49:24,9 min | +2:18,1 min |
| 9.      | Dominika Bielecka   | 52:38,0 min | +5:31,2 min |
| 10.     | Dominika Hulawy     | 53:05,4 min | +5:58,6 min |

| Pozycja | Zawodnik                   | Czas        | Strata      |
| ------- | -------------------------- | ----------- | ----------- |
|         | Maciej Staręga             | 1:24:50,0 h | –           |
|         | Sebastian Gazurek          | 1:25:04,5 h | +14,5 s     |
|         | Jan Antolec                | 1:25:35,4 h | +45,4 s     |
| 4.      | Paweł Klisz                | 1:26:40,1 h | +1:50,1 min |
| 5.      | Bogusław Gracz             | 1:26:58,4 h | +2:08,4 min |
| 6.      | Konrad Motor               | 1:28:48,3 h | +3:58,3 min |
| 7.      | Marcin Rzeszótko           | 1:28:54,4 h | +4:04,4 min |
| 8.      | Patryk Chudoba             | 1:29:11,9 h | +4:21,9 min |
| 9.      | Mariusz Dziadkowiec Michoń | 1:31:27,4 h | +6:37,4 min |
| 10.     | Robert Faron               | 1:31:54,3 h | +7:04,3 min |

| Pozycja | Zawodniczki                           | Czas         | Strata       |
| ------- | ------------------------------------- | ------------ | ------------ |
|         | Martyna Galewicz/Paulina Maciuszek    | 22:10,46 min | –            |
|         | Beata Szymańczak/Agnieszka Szymańczak | 22:49,25 min | +38,79 s     |
|         | Natalia Grzebisz/Justyna Mordarska    | 22:55,25 min | +44,79 s     |
| 4.      | Aleksandra Prekurat/Anna Staręga      | 23:42,30 min | +1:31,84 min |
| 5.      | Monika Długa/Marcela Marcisz          | 23:42,43 min | +1:31,97 min |
| 6.      | Anna Kalina/Marzena Maciulewicz       | 24:02,00 min | +1:51,54 min |
| 7.      | Magdalena Kozielska/Joanna Rysula     | 24:11,08 min | +2:00,62 min |
| 8.      | Emilia Romanowicz/Justyna Jakubik     | 25:17,14 min | +3:06,68 min |
| 9.      | Andżelika Szyszka/Małgorzata Szczyrba | 26:20,23 min | +4:09,77 min |
| 10.     | Anna Bielecka/Kataryna Iskra          | 27:10,55 min | +5:00,09 min |

| Pozycja | Zawodnicy                           | Czas         | Strata       |
| ------- | ----------------------------------- | ------------ | ------------ |
|         | Patryk Chudoba/Jan Antolec          | 19:11,00 min | –            |
|         | Sebastian Gazurek/Mateusz Ligocki   | 19:12,35 min | +1,35 s      |
|         | Marcin Rzeszótko/Konrad Motor       | 19:12.66 min | +1,66 s      |
| 4.      | Damian Duk/Maciej Staręga           | 20:14,09 min | +1:03,09 min |
| 5.      | Norbert Bil/Dawid Bril              | 20:14,50 min | +1:03,50 min |
| 6.      | Norbert Maciulewicz/Klaudiusz Kogut | 20:23,23 min | +1:12,23 min |
| 7.      | Krzysztof Kukuczka/Bartłomiej Rucki | 20:30,45 min | +1:19,45 min |
| 8.      | Bogusław Gracz/Robert Faron         | 20:30,99 min | +1:19,99 min |
| 9.      | Daniel Iwanowski/Andrzej Honczar    | 21:01,16 min | +1:50.16 min |
| 10.     | Andrzej Pradziad/Mateusz Trebunia   | 22:20,02 min | +3:09,02 min |